# سكوت لا روك
سكوت لا روك (بالإنجليزية: Scott La Rock)‏ هو دي جيه ومنتج أسطوانات أمريكي، ولد في 2 مارس 1962 في كوينز في الولايات المتحدة، وتوفي في 27 أغسطس 1987 في ذا برونكس في الولايات المتحدة.

## وصلات خارجية
- سكوت لا روك على موقع IMDb (الإنجليزية)
- سكوت لا روك على موقع ميوزك برينز (الإنجليزية)
- سكوت لا روك على موقع إن إن دي بي (الإنجليزية)
- سكوت لا روك على موقع أول ميوزيك (الإنجليزية)
- سكوت لا روك على موقع ديسكوغز (الإنجليزية)